# Glekia
Glekia, monortipski biljni rod iz porodice Scrophulariaceae (strupnikovke), dio je tribusa Limoselleae, potporodica Scrophularioideae. 
Jedina vrsta je G. krebsianai, polugrm ili grm iz Južne Afrike (Eastern Cape) i Lesota.

## Opis
Grm ili polugrm koji naraste od 20 do 60 cm visine. Listovi su debeli, žljezdasti, fino nazubljeni, postupno se sužavaju na kratku peteljku, cvjetovi su na vrhu, vjenčić 6 – 14 mm. Cvate u proljeće bijelim cvjetovima sa 5 latica.

## Stanište
Staništa su joj stijene na visinama 1200 – 2200 m.

## Sinonimi
- Phyllopodium krebsianum Benth. in A.P.de Candolle, Prodr. 10: 353 (1846)